# Région de Barnard
Barnard Regio
Pour les articles homonymes, voir Barnard.
La région de Barnard (désignation internationale : Barnard Regio) est une région de 3 200 km de diamètre située sur Ganymède. Elle a été nommée en référence à Edward Emerson Barnard, astronome américain.